# 漢普頓海崖
漢普頓海崖（英語：Hampton Bluffs），是南極洲的海崖，位於葛拉漢地的努登舍爾德海岸，處於拉森灣東部，根據英國研究隊的測量繪入地圖，現時由南極條約體系管理。